# Gaël Musquet
Gaël Musquet, né en 1980 aux Abymes, en Guadeloupe, est un hacker français spécialiste des logiciels libres et particulièrement impliqué dans l'anticipation, la prévision et la prévention des catastrophes naturelles.

## Biographie

### Éducation et débuts
Gaël Musquet nait en 1980 aux Abymes.
Il se passionne très tôt pour l'informatique, les logiciels libres (Linux) et la météorologie du point de vue des instruments et des systèmes d'information et de communication,. Il étudie à l’ESIGELEC puis à l'Université de technologie de Troyes sans terminer ses études faute de moyens financiers. Il réussit le concours de technicien du Ministère de l’Équipement et travaille à partir de 2006 au CETE Méditerranée. Devant le peu de données disponibles pour une étude sur la Guadeloupe, il se tourne vers OpenStreetMap, projet de cartographie libre qui existe alors depuis seulement deux ans. Il y cartographie des données grâce à un GPS, données qu'il réutilise ensuite dans son travail.

### Carrière
En octobre 2011, il est l'un des fondateurs de l'association « OpenStreetMap France » qu'il préside de 2011 à 2014. Ses activités le conduisent à épauler SOS Méditerranée sur les aspects technologiques et recueil de données. Il est l'un des membres fondateurs de l'Hermitage situé à Autrêches ainsi que de l'association Hackers Against Natural Disasters (HAND) qu'il préside ensuite.
Il est partisan de l'empouvoirement des personnes grâce aux nouvelles technologies afin d'anticiper au mieux les risques. Son expertise sur la prévention des risques est sollicitée par l'armée et pour la préparation des Jeux olympiques de Paris.

## Distinctions
- Chevalier de l'ordre national du Mérite en 2018[14],[1];
- Fellow Ashoka en 2017[15].